# Campo di Shuafat
Il campo di Shuafat (in arabo شعفاط‎?) - noto anche come "campo di Anata" - si trova a nord-est di Gerusalemme, 5 chilometri a est del centro della città. Fu realizzato a partire dalla fine del 1964 ed iniziò a popolarsi a partire dal 1965 e fino al termine della Guerra dei sei giorni.
Al momento della costruzione la sua area era di circa 98000 m², successivamente accresciutasi fino a 203000 m². È, secondo l'Agenzia Internazionale di Soccorso, l'unico campo i cui residenti sono in possesso di un documento d'identità israeliana o il cosiddetto "Jerusalem ID", diverso dalla carta d'identità degli arabi israeliani. L'UNRWA sostiene che il campo avrebbe sostituito quello che si trovava nella Città Vecchia vicino al Muro Occidentale (il lato occidentale della Cupola della Roccia.

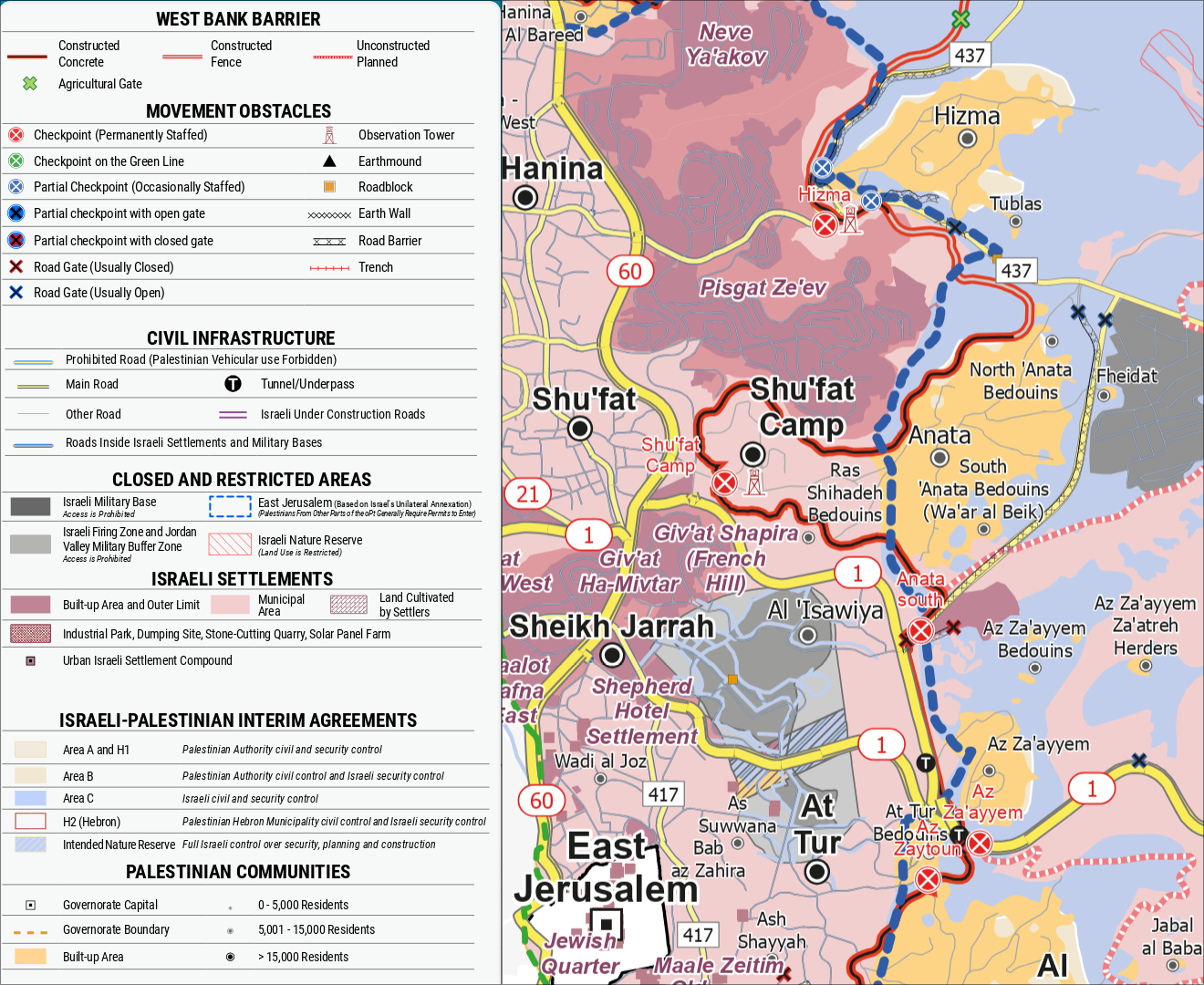
parte di Gerusalemme est alla fine del 2024

Il campo è allocato fra il confine del 1949 e diversi da molti insediamenti israeliani (French Hill a sud, Piskat Ze'ev a nord, Anatot ad est e Shafat ad ovest)
Secondo i dati del Palestine Central Bureau of Statistics, al 2020, ospitava 19946 abitanti, originari o discendenti dagli abitanti di 55 villaggi appartenenti alle aree di Gerusalemme, Lydda, Giaffa e Ramla.